# Saison 2011-2012 de l'Olympique lyonnais
Maillots
Chronologie
Saison précédente Saison suivante
La saison 2011-2012 de l'Olympique lyonnais est la soixante-deuxième de l'histoire du club. Claude Puel est limogé puis remplacé par Rémi Garde pour le poste d'entraineur à l'Olympique lyonnais. L'OL participe à sa douzième phase de poules de Ligue des champions consécutive après avoir éliminé le Rubin Kazan lors des barrages, et à sa neuvième apparition d'affilée au stade des huitièmes de finale.

## Histoire

### Pré-saison
Lors de la fin de saison 2010-2011, l'Olympique lyonnais termine troisième du championnat, synonyme de place qualificative pour la Ligue des champions. Le désamour du public envers Claude Puel, le manque de résultats de l'entraineur impose à l'Olympique lyonnais de le licencier. Claude Puel était l'entraineur du club depuis 2008, et en nommant Rémi Garde comme nouvel entraineur. L'Olympique lyonnais vend Jérémy Toulalan à Málaga. Le brésilien Ederson contracte une blessure au genou gauche à cause d'un choc avec son partenaire Dejan Lovren ce qui le prive des terrains pendant 2 à 3 mois tandis que Yoann Gourcuff, arrivé affuté à la préparation, s'est blessé à la cheville. Il retournera dans le groupe vers mi-septembre.

### Début de saison
Lors de la première journée de Ligue 1 les joueurs de l'OL battent ceux de l'OGC Nice 3 buts à 1 après avoir été menés 1 à 0. Pour le premier match officiel avec Rémi Garde, l'OL est sur le podium du championnat. Le club ne confirme pas sa victoire et concède le match nul 1-1 contre l'AC Ajaccio à domicile malgré une large domination qui s'est traduite par 4 poteaux et 1 barre. Quelques jours après a lieu le premier match européen de la saison, une rencontre contre le Rubin Kazan pour le compte des barrages aller de la Ligue des champions. Les joueurs de Rémi Garde gagnent le match par 3 buts à 1. Lors de la journée de championnat suivante, les Lyonnais concèdent leur deuxième match nul de la saison 1 à 1 contre Brest après avoir été une nouvelle fois été menés. Le mercredi suivant, les Lyonnais se qualifient pour une 12e participation consécutive à la Ligue des champions en faisant match nul 1-1 en Russie grâce à un but de Bakary Koné en fin de partie. Pour leur dernier match du mois d'août, les lyonnais battent le Montpellier HSC 2 à 1 mais Lisandro López se blesse à la cheville après un contact avec Hilton. C'est un Olympique lyonnais modeste qui laisse partir le dernier jour un joueur décisif du mois d'août Miralem Pjanić à l'AS Rome. Il recrute dans la foulée deux nouveaux joueurs : Gueida Fofana et Mouhamadou Dabo. Lors de la 6e journée de championnat, Lyon bat Marseille 2-0 et prend la tête de la Ligue 1, laissant à l'OM la lanterne rouge et un écart de onze points. Lors de la 7e journée l'OL s'incline pour la première fois en championnat de la saison face à Caen, sur un score de 1 but à 0. Ce match est marqué par l'expulsion de Hugo Lloris qui reçoit un arton rouge à la 44e minutes. Cette première défaite des Lyonnais permet à Montpellier d'occuper la première place du championnat.

### Bafétimbi Gomis joueur du mois de septembre
Hugo Lloris et Anthony Réveillère ont été sélectionnés par Laurent Blanc pour jouer contre l'Albanie puis contre la Roumanie dans le cadre des éliminatoires de l'Euro 2012. Dejan Lovren (Croatie) et Kim Källström (Suède) participent eux aussi à ces éliminatoires avec leur sélection respective.
À la suite de la blessure de Lisandro, Bafétimbi Gomis se retrouve seul en pointe pour le mois de septembre. Face au Dijon FCO, sur une passe décisive de Michel Bastos, il permet à Lyon de reprendre l'avantage 2-1. Puis en recevant Marseille, Bafétimbi Gomis ouvre le score sur un nouveau centre de Bastos à la 16e minute. Il s'ensuit un doublé contre Bordeaux (passe décisive de Michel Bastos et de Clément Grenier). Il termine le mois de septembre avec un but face au Dinamo Zagreb. Bafétimbi Gomis est leader du classement des buteurs de Ligue 1 (égalité avec Alain Traoré, 6 buts) et Michel Bastos grimpe à la 2e place du classement de meilleur passeur du championnat. À la suite des longues indisponibilités de ses gardiens de but Rémy Vercoutre et Lopes, Matthieu Valverde, libre de tout contrat, est engagé pour huit mois le 31 octobre.

### Long mois d'octobre
Le mois d'octobre commence par un match contre le leader de Ligue 1, le Paris Saint Germain, qui s'impose contre Lyon (2-0). L'OL reprend une place de challenger en battant Nancy au stade de Gerland et lors d'un match qui permet le retour de Yoann Gourcuff, entré en seconde mi-temps. Avec un effectif amoindri - Lisandro Lopez et Maxime Gonalons étant absent - Lyon s'incline quatre buts à zéro face au Real Madrid. Quelques jours après, même son de cloche avec une défaite contre un autre challenger du championnat, Lille, sur le score de 3 buts à 1. Les Lyonnais terminent néanmoins le mois d'octobre par deux victoires contre l'AS Saint-Étienne en Coupe de la Ligue (1-2) puis en Ligue 1 (2-0). Jimmy Briand se relance durant cette période avec trois buts en trois matchs.

### Difficultés en Ligue des champions
Après les derbies, Lyon s'incline à deux reprises contre le Real Madrid en Ligue des champions. Le match nul concédé contre l'Ajax Amsterdam au stade de Gerland oblige l'OL à l'exploit lors de la dernière journée de la phase de groupe, chez le Dinamo Zagreb. Lyon se ressaisit en remportant un match à l'extérieur pour la première fois depuis deux mois et demi en Ligue 1, contre Auxerre (0-3), coïncidant avec le retour gagnant de Lisandro, blessé de longue date et réalisant un doublé. Lyon est donc accueilli quelques jours plus tard à Zagreb.

### Décembre et l'exploit européen
Lors du match contre le Dinamo Zagreb, à la 40e, Hugo Lloris effectue deux 2 parades mais s'incline face à Mateo Kovačić. Les Lyonnais égalisent avant la mi-temps par l'intermédiaire Bafétimbi Gomis. Pour obtenir une qualification pour le tour suivant, l'OL doit marquer six buts en deuxième mi-temps. Maxime Gonalons marque dès la reprise, puis Bafétimbi Gomis marque deux buts coup sur coup permettant à son club de mener quatre buts à un. Quelques minutes plus tard, Lisandro López marque un but avant un nouveau but de Bafétimbi Gomis. Le but décisif provient de Jimmy Briand et permet aux Lyonnais de se qualifier pour les huitièmes de finale.
L'Olympique lyonnais s'impose à Zagreb sur le score de sept buts à un et passe devant l'Ajax Amsterdam au classement en profitant de sa défaite face au Real Madrid (0-3). À cette occasion, Bafétimbi Gomis entre dans le cercle très fermé des joueurs ayant inscrit un quadruplé en Ligue des champions. Ainsi, pour la 9e année consécutive, Lyon participe in extremis à la phase finale de la C1, mais cette large victoire laisse planer des doutes quant à une éventuelle tricherie, selon la presse espagnole.
L'OL bat le FC Lorient (0-1) le dimanche suivant, puis Evian TG à domicile (2-1).

### Place en finale
Lors du mois de janvier, l'équipe de Rémi Garde compte de nombreux absents en défense. Ainsi Bakari Koné, John Mensah sont appelés par leur sélection nationale pour disputer la Coupe d'Afrique des nations. Dejan Lovren (prolongé jusqu’en 2016) et Cris sont blessés. Rémi Garde décide de replacer Maxime Gonalons en défense centrale et Lyon tente de s'attacher les services de Samba Diakité mais le transfert ne se fait pas avec Nancy car le joueur décide de jouer également pour son équipe nationale lors de la Coupe d'Afrique des Nations.
Lors du mois de janvier, l'OL obtient cinq victoires — deux en Coupe de la Ligue, deux en Coupe de France, une en championnat — et une défaite en championnat. Ce mois de janvier permet à Lyon de rester dans toutes les compétitions, et notamment de participer à la finale de la Coupe de la Ligue.
Durant cette période, l'OL obtient des victoires lors des fins de match : contre Lille, ils sont menés 1-0 et jouent à 10 contre 11 ; contre Dijon, un nul semblait se profiler, Bafétimbi Gomis permet la victoire grâce à un but à la 81e minute ; contre Lorient en demi-finale de la Coupe de la Ligue, mené 2-0, Rémi Garde fait entrer Clément Grenier et Jimmy Briand, suivra une réduction du score par Alexandre Lacazette à la 80e minute, et Jimmy Briand permet l'égalisation du match lors du dernier corner durant le temps réglementaire.

### Chute en Ligue 1
Le mois de février commence avec le retour de Bakary Koné en défense centrale, et Maxime Gonalons reprend sa place de milieu récupérateur. L'équipe encaisse neuf buts en quatre match de Ligue 1.
Lors du match contre le PSG, Bafétimbi Gomis, Lisandro López, Michel Bastos et Jimmy Briand marquent chacun un but mais le PSG arrache le match nul avec un but sur penalty et un but dans le temps additionnel. La victoire contre l'APOEL Nicosie en Ligue des champions précède de nouvelles défaites en championnat — contre Bordeaux 1-0, Nancy 2-0 —, avant l'élimination de la Ligue des champions lors du match retour à Chypre aux tirs au but. Par la suite, l'OL enchaîne quatre succès, d'abord contre Lille (2-1), puis en remportant le derby à Saint-Étienne (0-1), avant de se qualifier pour la demi-finale de Coupe de France à Paris (1-3), et enfin une victoire contre Sochaux (2-1). Lyon termine la 30e journée de Ligue 1 par un nul contre Rennes qui lui permet de récupérer la quatrième place, synonyme de qualification européenne, avant de battre l'AJ Auxerre à domicile (2-1). Son parcours en championnat reste régulier, et l'OL conserve sa 4e place malgré une défaite à domicile lors de l'ultime journée, face à Nice (3-4), et ne jouera pas la Ligue des Champions la saison prochaine, une première depuis 13 ans. Mais grâce à sa victoire en Coupe de France, Lyon participera à la phase de groupes de la Ligue Europa 2012-2013.

## Joueurs et le club

### Transferts
| Été 2011          |                    |                                          |                        |                  |
| Nom               | Nationalité        | Transfert                                | Provenance/Destination | Division         |
| Arrivées          |                    |                                          |                        |                  |
| Rémi Garde        | France             | Entraineur. Contrat d'un an renouvelable |                        |                  |
| Thomas Fontaine   | France             | Premier contrat professionnel            | Olympique lyonnais B   | CFA              |
| Enzo Reale        | France             | Premier contrat professionnel            | Olympique lyonnais B   | CFA              |
| Bakary Koné       | Burkina Faso       | Contrat de 5 ans. 2 M€                   | EA Guingamp            | Ligue 2          |
| Mouhamadou Dabo   | France Sénégal     | Contrat de 4 ans. 1 M€ à 1.8 M€          | FC Séville             | Liga             |
| Gueida Fofana     | France             | Contrat de 4 ans. 1.8 M€ à 2.6 M€        | Le Havre AC            | Ligue 2          |
| Matthieu Valverde | France             | Contrat de 8 mois.                       | Libre                  |                  |
| Retours de prêt   |                    |                                          |                        |                  |
| John Mensah       | Ghana              | Expiration de durée de prêt              | Sunderland             | Premier League   |
| Yannis Tafer      | France             | Expiration de durée de prêt              | Toulouse FC            | Ligue 1          |
| Loïc Abenzoar     | France             | Expiration de durée de prêt              | AC Arles-Avignon       | Ligue 2          |
| Nicolas Seguin    | France             | Expiration de durée de prêt              | Dijon FCO              | Ligue 1          |
| Départs           |                    |                                          |                        |                  |
| Claude Puel       | France             | Entraineur. Rupture de contrat           |                        |                  |
| Jérémy Toulalan   | France             | 11 M€                                    | Málaga                 | Liga             |
| César Delgado     | Argentine          | Fin de contrat                           | Monterrey              | Primera División |
| Miralem Pjanić    | Bosnie-Herzégovine | 11.5 M€                                  | AS Rome                | Serie A          |
| Prêts             |                    |                                          |                        |                  |
| Mathieu Gorgelin  | France             | Prêt d'un an                             | Red Star               | National         |
| Enzo Reale        | France             | Prêt d'un an                             | US Boulogne            | Ligue 2          |
| Harry Novillo     | France             | Prêt d'un an                             | Le Havre AC            | Ligue 2          |
| Loïc Abenzoar     | France             | Prêt d'un an                             | Vannes OC              | National         |

| Hiver 2011-2012  |                     |                          |                        |                                     |
| Nom              | Nationalité         | Transfert                | Provenance/Destination | Division                            |
| Arrivées         |                     |                          |                        |                                     |
| Hamdan Al Kamali | Émirats arabes unis | Prêt                     | Al-Wahda               | Championnat des Émirats arabes unis |
| Départs          |                     |                          |                        |                                     |
| Lamine Gassama   | Sénégal             | Contrat de 4 ans et demi | FC Lorient             | Ligue 1                             |

## Équipe type
Source : Footballdatabase.eu
| Lloris Réveillère Cris Koné Cissokho Briand Bastos Gonalons Källström Gomis Lisandro |

## Statistiques

### Classement des buteurs
Classement des buteurs pendant les matchs officiels.
- Lisandro López : 25 buts
- Bafétimbi Gomis : 25 buts
- Jimmy Briand : 14 buts
- Alexandre Lacazette : 10 buts
- Michel Bastos : 8 buts
- Bakary Koné : 4 buts
- Maxime Gonalons : 2 buts
- Kim Källström : 2 buts
- Ederson : 2 buts
- Yoann Gourcuff : 2 buts
- Cris : 2 buts
- Miralem Pjanić : 1 but
- Jérémy Pied : 1 but
- Clément Grenier : 1 but
- Dejan Lovren : 1 but

Roman Charonov a marqué un but contre son camp lors de la rencontre de Ligue des champions contre le Rubin Kazan.
Abdoulaye Bamba a marqué un but contre son camp lors de la rencontre de Ligue 1 contre le Dijon FCO.

### Classement des passeurs décisifs
Classement des passeurs décisifs pendant les matchs officiels.
(Mise à jour des quatre premiers le 12/05/2011)
- Michel Bastos : 11 passes
- Kim Källström : 8 passes
- Jimmy Briand : 8 passes
- Clément Grenier : 5 passes
- Aly Cissokho : 5 passes
- Miralem Pjanić : 3 passes
- Lisandro López : 3 passes
- Yoann Gourcuff : 3 passes
- Jérémy Pied : 2 passes
- Bafétimbi Gomis: 2 passes
- Clément Grenier: 2 passes
- Anthony Réveillère : 2 passes
- Maxime Gonalons : 1 passe
- Gueida Fofana : 1 passe

## Détails des matchs

### Matchs amicaux
Au bout de cinq matchs de préparation, l'Olympique lyonnais fini avec 2 défaites, 2 nuls et 1 victoire, et un bilan honorable face à de récents vainqueurs de la Ligue Europa. Rémi Garde a fait également participer plusieurs fois deux joueurs issus du centre de formation, Ishak Belfodil et Sidy Koné.

### Ligue des champions
L'OL qui a fini troisième du précédent championnat doit passer par les barrages pour pouvoir disputer la phase de poules de la Ligue des champions. Les lyonnais sortent vainqueur de leur double confrontation sur un score cumulé de 4-2. Ils joueront donc leurs 12e Ligue des champions consécutive. L'OL est placé dans le chapeau 2 pour le tirage au sort de cette compétition et est tiré dans le groupe D. Après un parcours décevant (une seule victoire en 5 matches), Lyon parvient cependant à se qualifier pour la phase finale grâce à une victoire inattendue 7-1 lors de la dernière rencontre à Zagreb.

### Coupe de France
Pour son entrée dans la compétition, l'OL a droit à un derby inédit face à l'AS Lyon-Duchère, pensionnaire de CFA. En raison de plusieurs facteurs, le club amateur qui devait accueillir cette rencontre devra se déplacer au Stade de Gerland.